# فلز پرکننده
فلز پرکننده (به انگلیسی: filler metal) به فلزی گفته می‌شود که در زمان ایجاد اتصال از طریق جوشکاری، لحیم‌کاری سخت یا لحیم‌کاری معمولی اضافه می‌شود.
آلیاژهایی که ترکیب یوتکتیک دارند، از دیگر آلیاژهای مشابه دارای دمای ذوب پایین‌تری هستند و عموماً استحکام بالاتری را به نسبت بقیه را ارائه می‌دهند. به همین دلیل عموماً این آلیاژها به عنوان فلز پرکننده در فرآیندهای لحیم کاری نرم و لحیم کاری سخت استفاده می‌شوند.

## لحیم کاری
فرآیندهای لحیم کاری سخت و لحیم کاری معمولی متکی به فلزی پرکننده هستند که به محل اتصال اضافه شده تا اتصال بین قطعات فلز پایه را تشکیل‌دهد. لحیم کاری نرم (معمولی) از فلز پرکننده‌ای استفاده می‌کند که دمای ذوب پایین‌تری نسبت به قطعه کار اصلی دارد، که اغلب آلیاژی از نوع آلیاژ لحیم‌کاری سرب-قلع است. لحیم کاری سخت از پرکننده با دمای ذوب بالاتر استفاده می‌کند؛ دمایی که ممکن است به دمای ذوب فلز پایه نیز نزدیک شود. به خاطر این اختلاف دمای پایین میان دمای ذوب فلز پایه و فلز پرکننده، ممکن است آلیاژی یوتکتیت میان فلز پرکننده و فلز پایه تشکیل شود.
در فرایند لحیم کاری سخت، به‌طور معمول از آلیاژ مس-روی استفاده می‌شود. حدود ۵۰ تا ۵۵ درصد این آلیاژ را مس و مابقی آن را نیز روی تأمین می‌کند. این آلیاژ ماده‌ای مؤثر جهت اتصال فولادها، چدن، برنج و مس می‌باشد. اتصال ایجاد شده به وسیله این آلیاژ در طی فرایند لحیم‌کاری سخت، استحکامی نزدیک به فلز پایه را دارا می‌باشد.

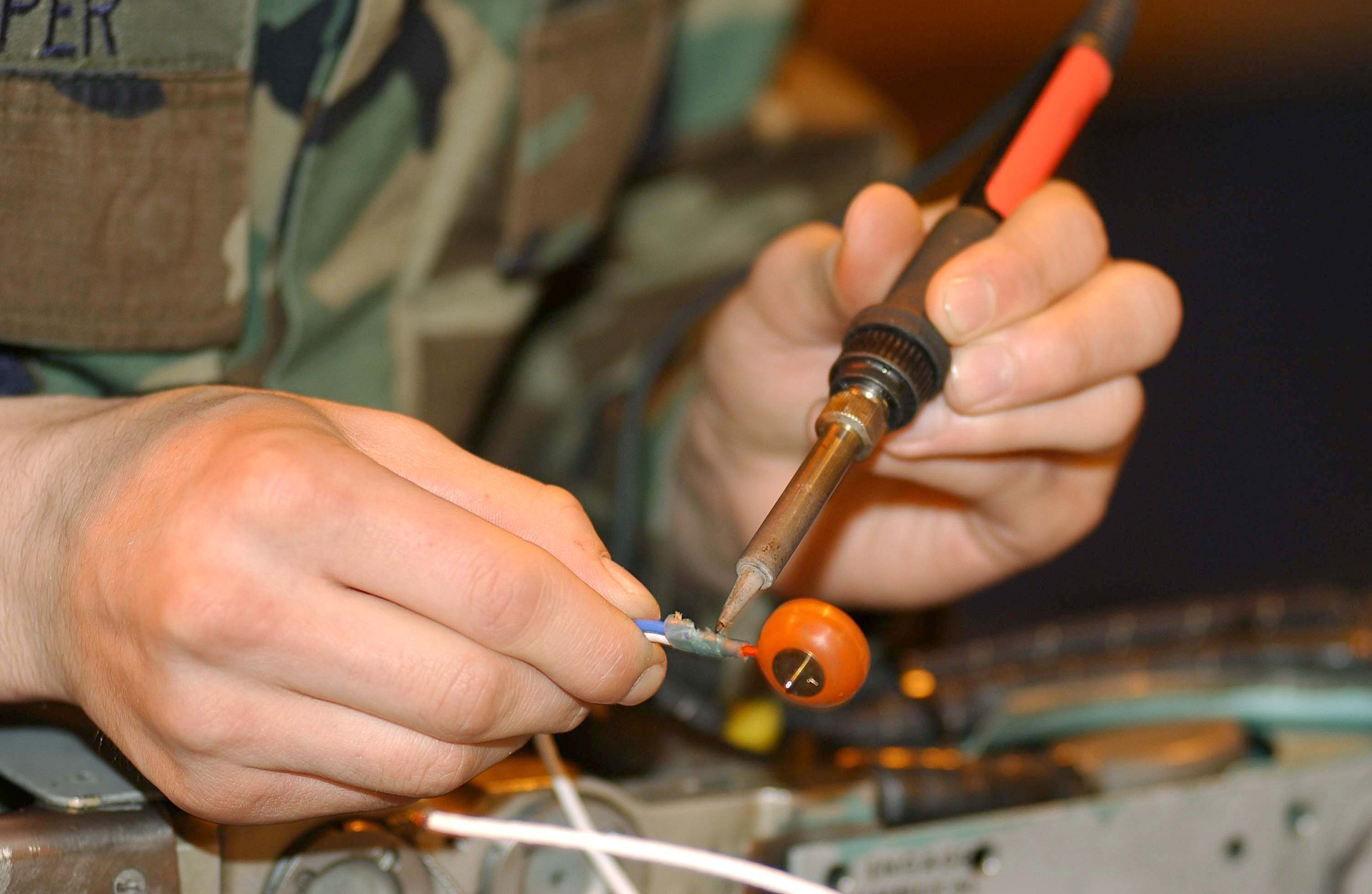
فرایند لحیم کاری دستی

آلیاژهای پرکننده نقطه ذوب پایین‌تری نسبت به فلز پایه دارند، به همین دلیل می‌توان با افزایش دمای تمام مجموعه، اتصالات مدنظر ایجاد شوند؛ بدون اینکه بقیه قسمت‌های مجموعه ذوب شوند. اتصالات پیچیده، معمولاً برای ساخت جواهرات یا دیگ‌های بخار، ممکن است به صورت مرحله‌ای ساخته شوند و به ترتیب از فلزات پرکننده با نقطه ذوب‌های به تدریج پایین‌تر استفاده شود؛ بنابراین اتصالات اولیه با حرارت دادن‌های ثانویه از بین نمی‌روند.

## جوشکاری
فرآیندهای جوشکاری در دمای نزدیک به دمای ذوب فلز پایه انجام می‌شود؛ که فلز پایه خود نیز باید به دمای ذوب رسیده و شروع به ذوب کند. آنها معمولاً به توزیع گرمایی دقیق تر از یک مشعل کوچک نیاز دارند، زیرا در این فرایند ذوب شدن تمامی قطعه به وسیله محدود کردن نقطه اعمال گرما انجام می‌شود؛ نه محدود کردن حداکثر میزان گرمای داده شده به قطعه. در صورت استفاده از فلز پرکننده، آلیاژ و نقطه ذوب آن مشابه فلز پایه است.

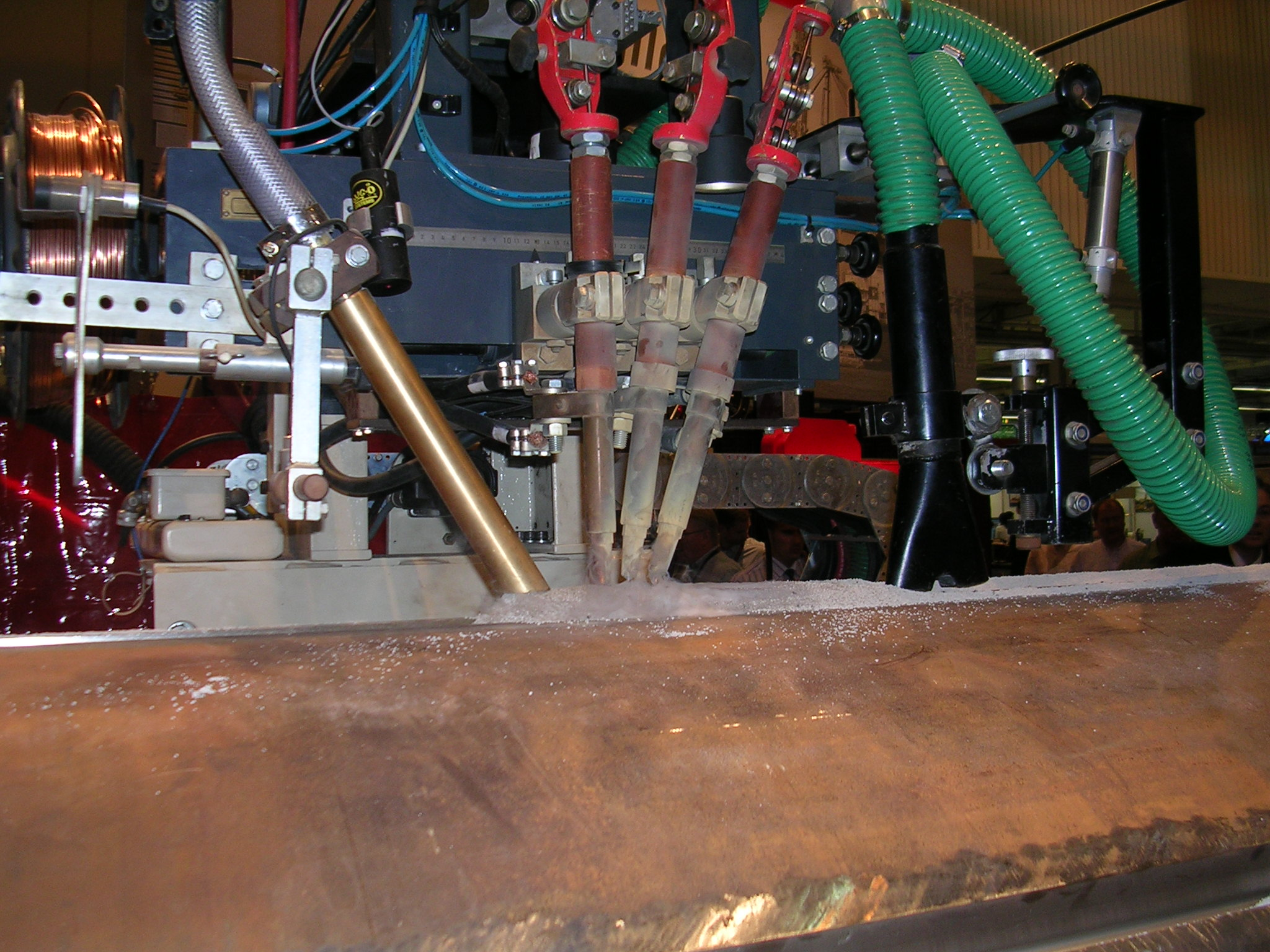
جوشکاری قوسی زیرپودری

همگی فرآیندهای جوشکاری نیازی به فلز پرکننده ندارند. فرآیندهای جوشکاری خودزا تنها نیاز به ذوب بخشی از فلز پایه موجود را دارند، به شرط اینکه قبل از جوشکاری، محل اتصال به صورت مکانیکی به یکدیگر نزدیک شده باشند. جوشکاری فورج یا چکشی از چکش کاری برای بستن محل اتصال داغ استفاده کرده و حرارت اتصال را نیز به صورت موضعی نیز افزایش می‌دهد.
بسیاری از فرآیندهای جوشکاری گاز، مانند سوزاندن سرب، معمولاً خودزا هستند و تنها زمانی که فاصله‌ای برای پر شدن وجود داشته باشد، یک سیم پرکننده جداگانه از همان فلز اضافه می‌شود. بعضی از فلزات، مانند سرب یا آلیاژهای بریمابرایت آلومینیوم، از نوارهای برش خورده از همان فلز به عنوان پرکننده استفاده می‌کنند. فولادها معمولاً با یک آلیاژ پرکننده که به‌طور اختصاصی برای این منظور ساخته شده‌است، جوش داده می‌شوند. برای جلوگیری از زنگ‌زدگی در انبار، این سیم‌ها اغلب دارای اندکی پوشش مسی هستند.
در جوشکاری قوسی الکتریکی، کاربرد میله پرکننده عمدتاً به عنوان یک الکترود مصرفی است که همچنین باعث تولید گرما را در قطعه کار نیز می‌شود. گرمای حاصل از تخلیه الکتریکی گرمایی را فراهم می‌کندکه هم باعث ذوب الکترود شده و هم باعث گرم شدن فلز پایه می‌شود.

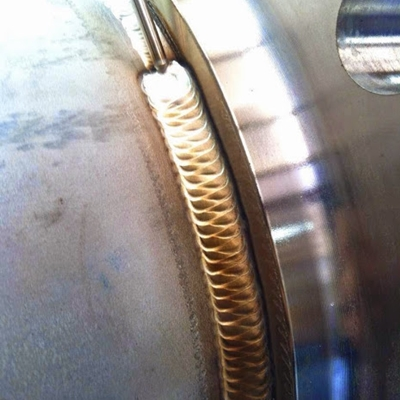
جوشکاری TIG در اتصال لوله به فلنج

جوشکاری تیگ یک فرایند جوشکاری الکتریکی است که برای تأمین گرما از یک الکترود تنگستن مصرف نشونده استفاده می‌کند و میله پرکننده نیز به صورت دستی اضافه می‌شود. به عنوان یک فرایند، می‌توان این جوشکاری را شبیه به جوشکاری گازی در نظر گرفت؛ تنها با این تفاوت که منبع حرارت متفاوتی دارند.

## سخت‌کاری سطح
تخصصی‌ترین استفاده برای فلز پرکننده، زمانی است که فلزی متفاوت را تعمداً روی فلز پایه رسوب می‌دهند. این فرایند اغلب برای ابزارهای حفاری سخت کاری شده یا دندانه‌های سطل حفاری انجام می‌شود. در این فرایند، آلیاژی سخت، اما گران‌تر و گاهی شکننده‌تر از فلز پایه، روی سطوح ساییده شونده ابزارهای فولادی ملایم رسوب داده و فلز سخت‌کاری شده مقاومت به سایش بالاتری از فلز پایه از خود نشان می‌دهد.

## انواع فلزهای پرکننده
چهار نوع فلز پرکننده وجود دارند: الکترودهای پوشش‌دار، سیم یا میله الکترود لخت(برهنه)، سیم الکترود لوله‌ای، و شار جوش. گاهی اوقات الکترودهای غیر مصرفی نیز در این تقسیم بندی گنجانده می‌شوند، اما از آنجایی که این فلزات در فرآیند جوشکاری مصرف نمی‌شوند، معمولاً در این تقسیم‌بندی آورده نمی‌شوند.

## موارد استفاده

### الکترودهای پوشش‌دار

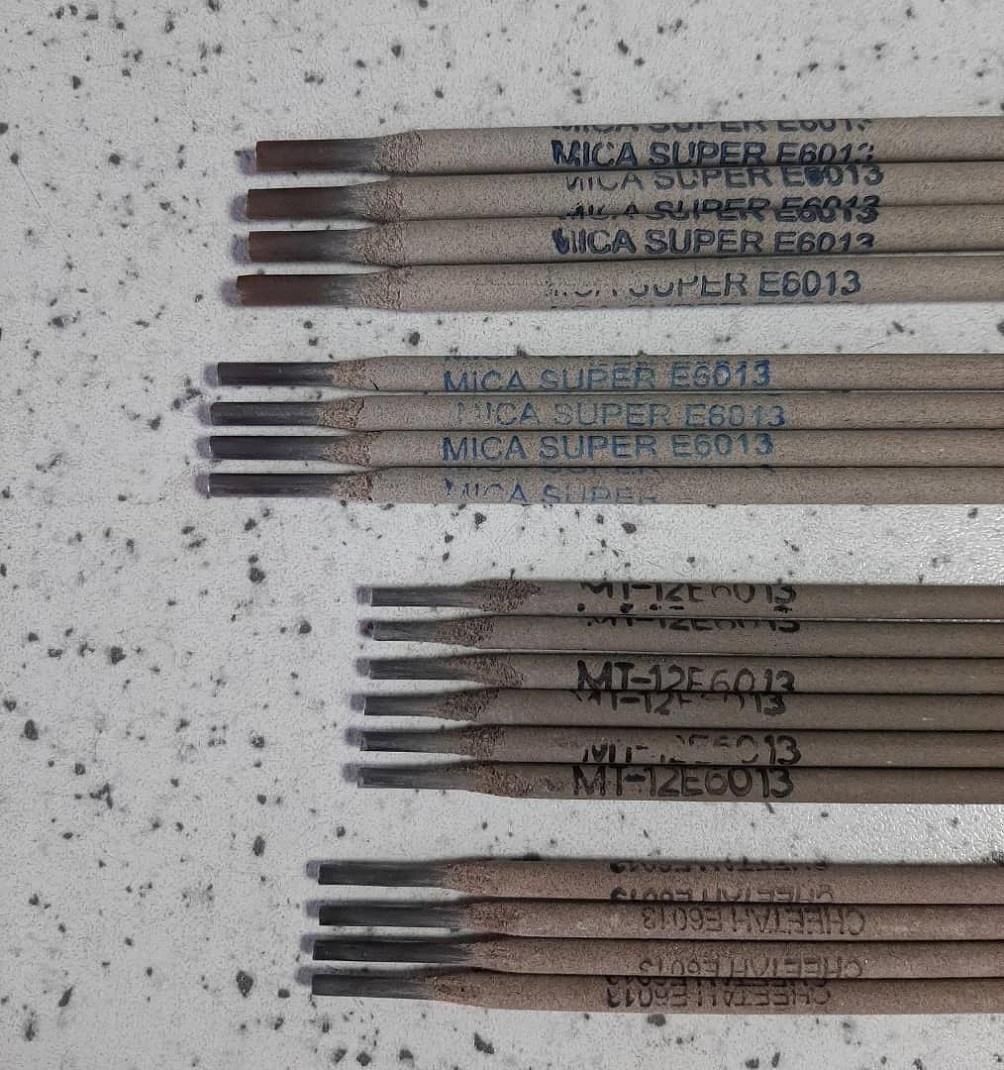
انواع الکترودهای جوشکاری

الکترودهای پوشش‌دار به‌طور گسترده در جوشکاری قوسی فلزی پوشش‌دار استفاده می‌شوند و عامل اصلی محبوبیت الکترودهای پوشش‌دار نیز این فرایندها هستند.

### سیم‌های الکترود لخت
سیم‌های الکترود لخت در فرآیندهای جوشکاری قوسی فلزی گاز و میله‌های الکترود لخت در فرآیندهای جوشکاری قوسی گاز تنگستن استفاده می‌شوند.

### سیم‌های الکترود لوله‌ای
سیم‌های الکترود لوله‌ای در جوشکاری قوس الکتریکی با مفتول تو پودری استفاده می‌شوند.

### شار جوش
یک «شار» در تعریف جوشکاری، به ماده‌ای اطلاق می‌شود که در فرایند استفاده می‌شود تا از ایجاد اکسیدها یا دیگر آلاینده‌ها جلوگیری کند یا آن‌ها را حل‌کند و فرایند حذفشان را تسریع کند. در هنگام جوشکاری، شار ذوب می‌شود و تبدیل به یک خاکستر مایع می‌شود. این خاکستر، فرایند را پوشش می‌دهد و همچنین از فلز ذوب شده در هنگام جوش محافظت می‌کند. هرچند این خاکستر در زمان سرد شدن، سخت می‌شود و باید بعد از فرایند خرد یا از روی سطح با برس‌کاری حذف شود.
شار همچنین چند عملکرد دیگر نیز دارد: ۱) یک اتمسفر محافظ برای جوشکاری فراهم می‌کند، ۲) قوس الکتریکی را پایدار می‌کند، ۳) پاشش را کاهش می‌دهد.
شار جوش در جوشکاری زیر آب استفاده می‌شود.

## همچنین ببینید
- فویل لحیم کاری آمورف
- جوشکاری خودزا ، فرآیندهای جوشکاری بدون پرکننده
- جوشکاری زیر آب
- جوشکاری قوسی با مفتول تو پودری